# Kayode Odejayi
Olukayode Odejayi (Ibadon, 21 de febrero de 1982) es un exfutbolista nigeriano que jugaba de delantero.

## Selección nacional
Fue internacional con la selección de Nigeria en una ocasión.

## Clubes
| Club                               | País       | Año       |
| ---------------------------------- | ---------- | --------- |
| Bristol City F. C.                 | Inglaterra | 1999-2002 |
| Forest Green Rovers F. C. (cedido) | Inglaterra | 2001      |
| Forest Green Rovers F. C.          | Inglaterra | 2002-2003 |
| Cheltenham Town F. C.              | Inglaterra | 2003-2007 |
| Barnsley F. C.                     | Inglaterra | 2007-2009 |
| Scunthorpe United F. C. (cedido)   | Inglaterra | 2009      |
| Colchester United F. C. (cedido)   | Inglaterra | 2009      |
| Colchester United F. C.            | Inglaterra | 2009-2012 |
| Rotherham United F. C.             | Inglaterra | 2012-2014 |
| Accrington Stanley F. C. (cedido)  | Inglaterra | 2013-2014 |
| Tranmere Rovers F. C.              | Inglaterra | 2014-2015 |
| Stockport County F. C.             | Inglaterra | 2015-2017 |
| Guiseley A. F. C.                  | Inglaterra | 2017-2019 |